# Moros (grup humà)
|  | Aquest article és sobre el grup humà. Per altres definicions, vegeu Moros (desambiguació). |

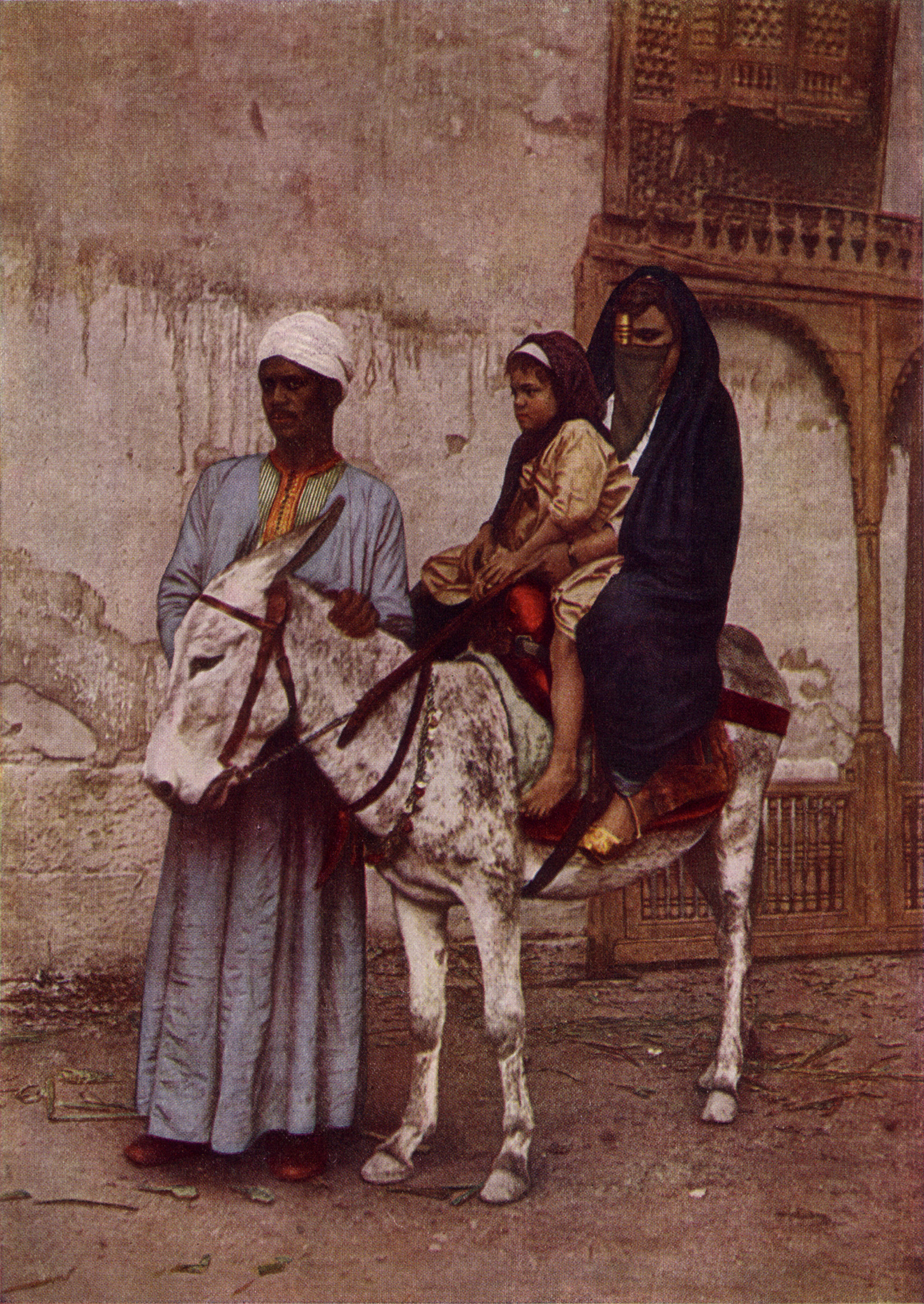
Moros del nord de l'Àfrica. Fotografia de National Geographic de 1917 Gypsies and Moors in Northern Africa

El terme magribins (també anomenat magrebins) fa referència a les persones originàries de la regió nord-occidental de l'Àfrica, el Magrib. Als regnes cristians de la península Ibèrica, era el nom donat als andalusins i, després, als mudèjars i als moriscs.
D'altra banda, a causa de la influència espanyola, també s'anomenen moros:
- Els musulmans del sud de les Filipines (i, per extensió, la seva llengua austronèsia). Les guerres d'alliberament del poble de Mindanao (1901-1913) foren conegudes pels estatunidencs com a Moro Wars, que es pot traduir per «guerres mores».[3]
- Al Mali, la població araboamaziga (en la forma francesa maures).
- Al Senegal hi ha uns ramaders i comerciants que són també anomenats maures.
- Els musulmans de Sri Lanka són sovint anomenats moros en la seva versió anglesa, Moors.

## Etimologia
La paraula prové del llatí mauri (en català, maurs), el nom donat als nadius de l'antiga província romana de Mauritània que abastava l'actual Algèria i el Marroc, però no la Mauritània actual. Isidor de Sevilla, que escriu poc abans de l'època andalusina, apuntava a les seues Etimologies a un origen grec: provindria del grec αμαυρoς, «fosc, confus, ombrívol, cec». Es dubta per raons filològiques d'aquesta etimologia per via de l'adjectiu grec. No hi ha cap text llatí on l'adjectiu maurus, -a, -um s'associa amb el color negre però, ans al contrari n'hi molts amb la Mauritània històrica. Més aviat seria derivat d'una paraula semítica mahourim, que significa «occidentals», el que eren del punt de vist dels púnics. La forma grega μαυρoς, derivat de la forma clàssica αμαυρoς amb el significat de «negre» és més aviat recent. De la paraula moro deriven els moriscs, l'art morisc i les miniatures morisques.
Existeix en moltes llengües europees: Mauren (alemany), maures (francès), mauri (italià), moors (anglès), mohren, moren, etc. L'ús del terme moro no sempre es feia de forma despectiva, sinó que segons el context es presentava de forma indicativa i fins i tot admirativa.

## Història

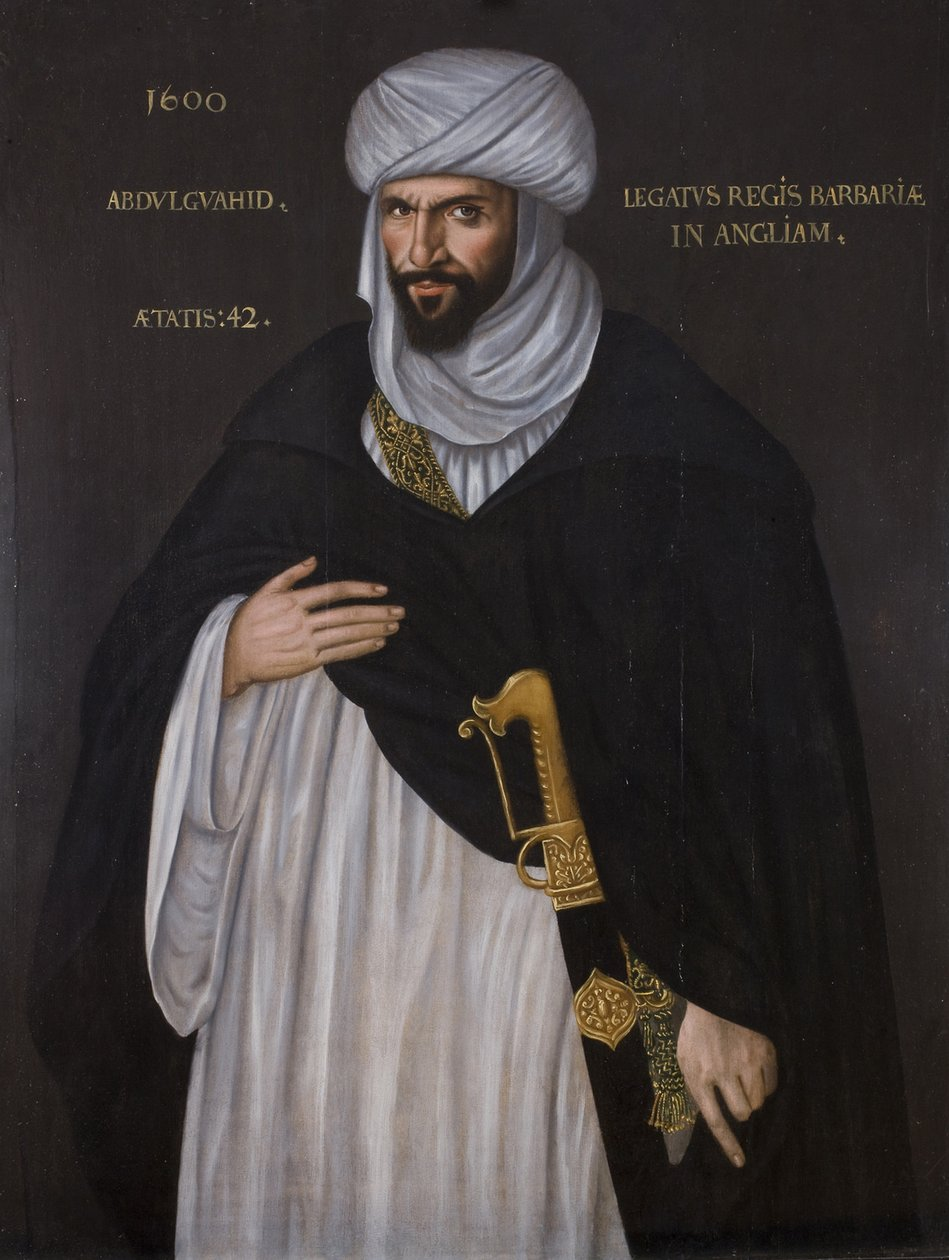
Abd el-Ouahed ben Messaoud ben Mohammed Anoun, ambaixador moro davant de la reina Isabel I d'Anglaterra, 1600.

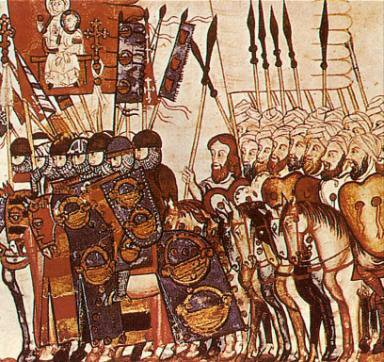
Soldats moros i cristians, formant part d'un mateix exèrcit. Fou una situació molt comuna durant la major part de les batalles de la Reconquesta.

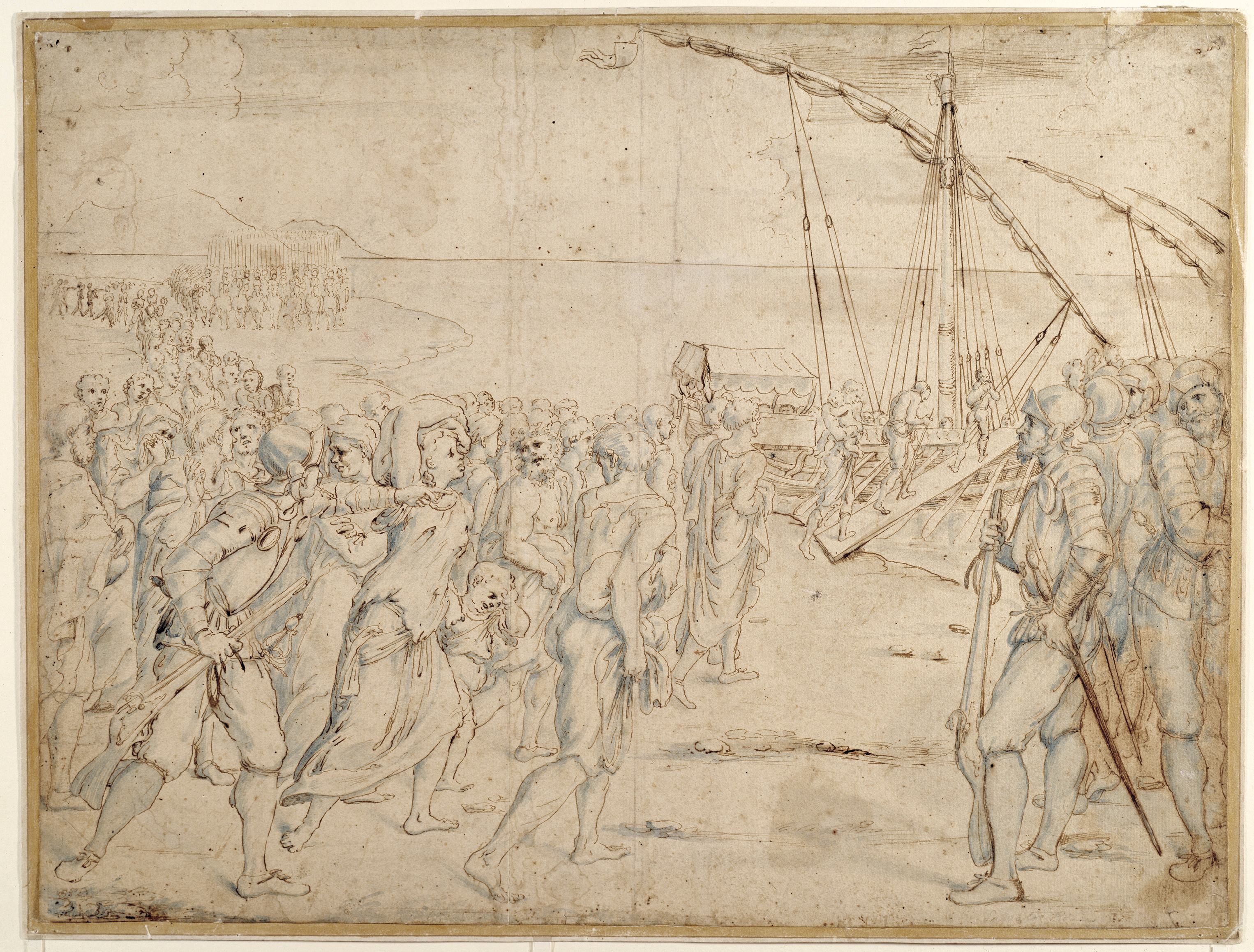
Expulsió dels moriscos.

Utilitzat per autors grecs i romans per designar als pobles nord-africans habitants de l'antic regne de Mauritània i les antigues províncies romanes de Mauritània Tingitana i Mauritània Cesariense, des de l'edat mitjana el terme moros s'ha anat utilitzant, fins i tot en la literatura culta, per designar un conjunt imprecís de grups humans: tant als musulmans espanyols (andalusins, enfrontats durant l'extens període històric denominat de la reconquesta, segles viii al xv, als regnes cristians peninsulars), com als amazics, als àrabs o als musulmans d'altres zones (de forma intercanviable amb altres termes avui obsolets, sarraí, ismaelita, etc.).
Terra de moros es denominava al territori dominat pels musulmans, especialment a l'Àndalus, però també en qualsevol altre lloc o temps, en un ús equivalent al concepte islàmic de Dar al-Islam.

### Moros a Sri Lanka
A l'actual Sri Lanka la població musulmana, considerada d'origen àrab, va ser anomenada amb el terme moros, significatiu per als colonitzadors. En l'actualitat han abandonat els idiomes àrab i Arwi pel tàmil i el singalès. Roman una minoria molt important de la població: la tercera en nombre: dos milions d'habitants, uns 9,2 % de la població (2017).

### Moros a les Filipines
Els moros filipins són les poblacions musulmanes de les illes meridionals i especialment a l'illa de Mindanao, que els conqueridors espanyols van denominar així per l'equivalència religiosa.